# Idris I
Idrīs I, o Idrīs ibn ʿAbd Allāh (in arabo  إِدرِيس بن عَبد الله بن الحَسَن‎?, Idrīs ibn ʿAbd Allāh ibn al-Ḥasan, chiamato Moulay Idrīs - in arabo مولاي إِدرِيس‎?, Mūlāy Idrīs -; 743 – 791), fondò la dinastia degli Idrisidi del Maghreb al-Aqsa (attuale Marocco) e viene pertanto da alcuni considerato il fondatore del primo Stato musulmano indipendente rispetto al Califfato abbaside.

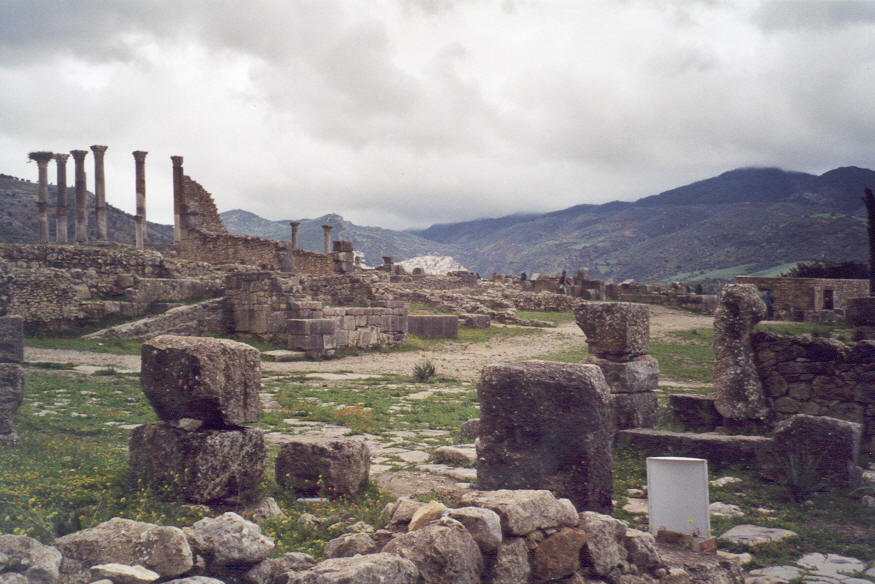
Rovine di Volubilis. Sullo sfondo la macchia bianca del villaggio di Moulay Idriss Zerhoun, dove è sepolto Idrīs I

Di confessione zaidita, bisnipote di al-Hasan ibn Ali, figlio maggiore di ʿʿAlī e Fāṭima bint Muhammad, figlia di Maometto, fu costretto a fuggire dal Higiaz dopo la battaglia di Fakh e si rifugiò, intorno al 789, nel Maghreb occidentale, nella regione di Volubilis, dove la tribù berbera degli Awraba lo riconobbe come propria guida politica e spirituale.

Le fonti agiografiche parlano di impressionanti conquiste in tutta la regione che, pur non essendo chiare nella loro portata, sono comunemente considerate come il primo Stato marocchino.

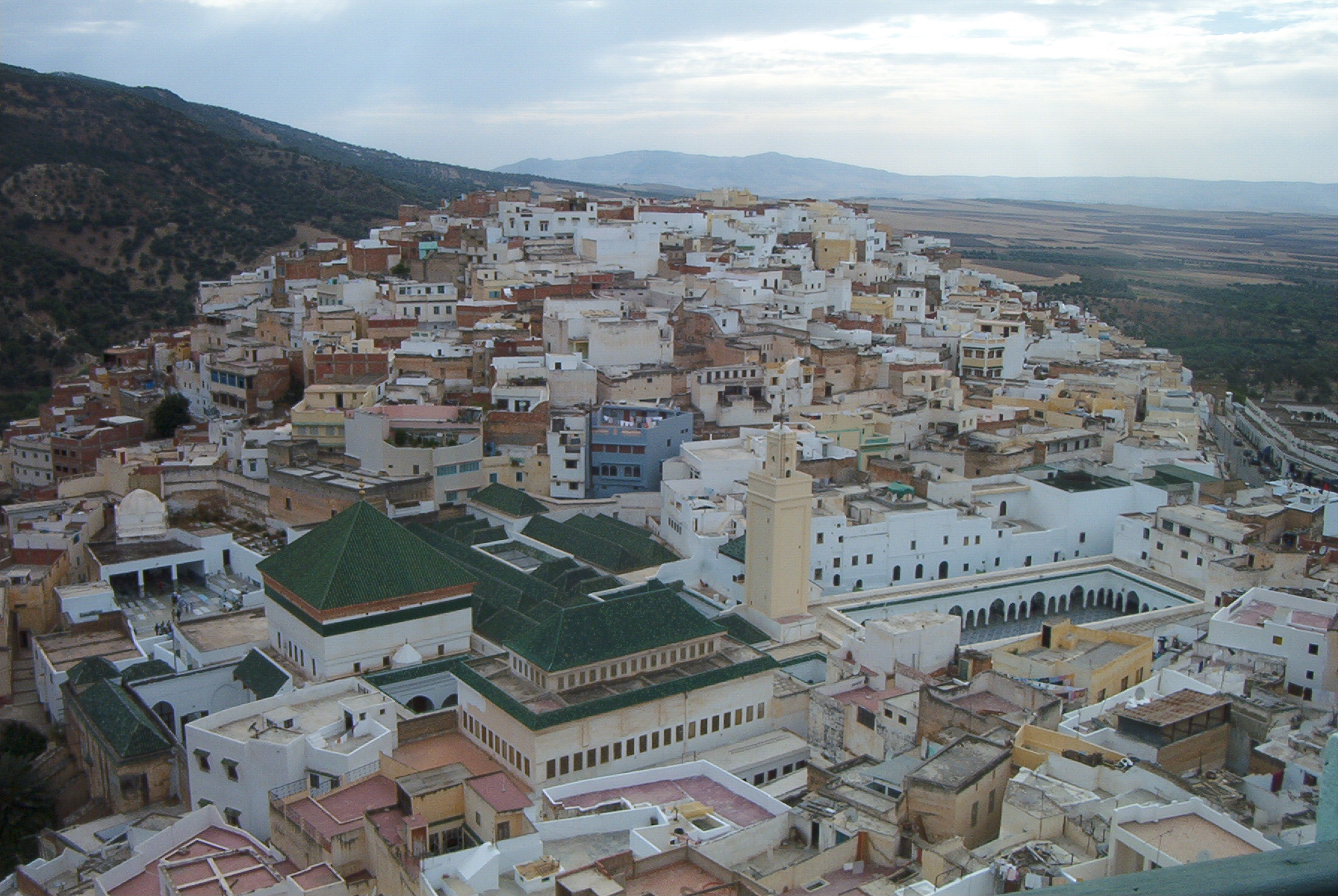
Mausoleo di sepoltura di Idrīs I (l'edificio coperto di verde in basso a sinistra) a Moulay Idris Zerhoun

## Biografia

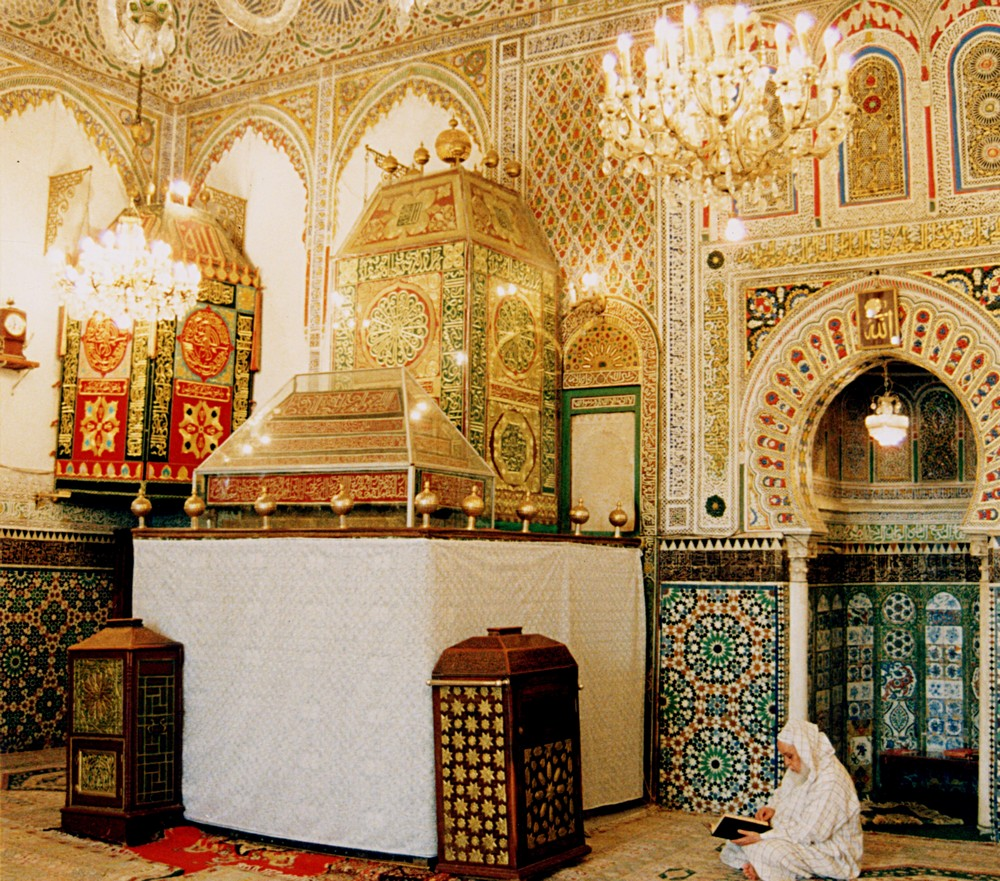
Tomba di Idrīs I nella città di Moulay Idris Zerhoun

### Fonti
La storia di Idrīs è difficile da delineare con precisione, dipendendo sia dalla letteratura storica sciita zaidita dal IX al XI secolo, sia dalla storiografia merinide, di obbedienza sunnita malikita dei XIII e XIV secoli. Se quest'ultima — che si basa su opere storiche maghrebine oggi perdute — ha a lungo costituito la principale fonte di informazioni sugli Idrissidi, essa risulta essere colpita da una riscrittura ideologica che cerca di riclassificare gli Idrissidi come dirigenti sunniti e malikiti, risultando quindi sospetta sotto molti aspetti. La confrontazione di questa storiografia con la prima che, sebbene i suoi materiali siano estremamente rari, appartiene allo stesso filone politico-religioso del fondatore della dinastia idriside, consente tuttavia, con il contributo della numismatica e dell'archeologia, di rivalutare il corso degli eventi.
Tuttavia, all'inizio degli anni 2020, la formazione dello Stato idriside rimane ampiamente ignorata dai ricercatori specializzati sugli Abbasidi o sui movimenti alidi, e la sua storia è ancora da scrivere.

### Origini
Idrīs ibn ʿAbd Allāh al-Kāmil è un membro del ramo hassanide degli Alidi, discendente dalla famiglia del profeta Maometto (Ahl al-Bayt), una famiglia che incarna l'opposizione di alcune élite musulmane al dominio abbaside. Figlio del pronipote di ʿAlī, ʿAbd Allāh al-Kāmil, morto nelle carceri del califfo abbaside al-Manṣūr nel 762, Idrīs ha cinque fratelli: Muḥammad, Ibrāhīm, ʿIsā, Sulaymān e Yaḥyā.
Un primo sollevamento, fallito, è fomentato contro gli Abbasidi da due dei fratelli maggiori di Idrīs, Muḥammad al-Nafs al-Zakiyya e Ibrāhīm, a La Mecca e a Bassora nel 762-763. Nel 786, un nuovo sollevamento, guidato contro il califfo abbaside al-Hādī da al-Ḥusayn ibn ʿAlī, cugino o nipote di Idrīs, scoppia a Medina e termina con la disastrosa battaglia di Fakhkh, da cui risulta l’esodo degli alidi sopravvissuti, che fuggono dal Ḥijāz per raggiungere le zone più lontane del dominio abbaside.
Dopo essersi nascosto nel Ḥijāz, Idrīs e suo fratello Yaḥyā attraversano il Mar Rosso e trovano rifugio in Abissinia e poi in Egitto, dove Rashid, fedele mawlā («cliente» o «affrancato») di Idrīs e forse di origine berbera, negozia la partenza del suo padrone dall'Egitto verso il Maghreb, che i due uomini raggiungono nel 788 o 789, mentre Yaḥyā si dirige verso lo Yemen.

### Maghreb
Il Maghreb occidentale è allora debolmente islamizzato, con le popolazioni indigene che professano principalmente credenze e culti berberi, giudaici o cristiani, mentre alcune élite aristocratiche si rivolgono all'islam kharigita per segnare la loro indipendenza rispetto ai califfi orientali imposti dagli Omayyadi di Damasco, le cui tentate islamizzazioni della regione si sono rivelate poco efficaci e la cui brutalità ha causato importanti rivolte, al termine delle quali i berberi autoctoni hanno creato diversi emirati autonomi, ponendo fine all'unità politica del Maghreb.
Dopo un passaggio a Tangeri, dove non trova il sostegno sperato, Idrīs si stabilisce a Walīlā, l'antica Volubilis, vicino all'attuale Meknès. Viene accolto favorevolmente dalla più importante confederazione di tribù berbere della regione, gli Awraba, i cui membri lo riconoscono come loro guida politica e spirituale, conferendogli il titolo di imam. Questo lignaggio rivendicato conferisce a Idrīs e ai suoi successori dinastici una forma di benedizione o potere spirituale, la baraka. 
Le fonti agiografiche descrivono con enfasi le impressionanti conquiste di Idrīs che si susseguono in tutto il Maghreb occidentale, in particolare contro la tribù berbera dei Barghwata, gettando le basi di uno Stato la cui estensione sembra tuttavia limitata: infatti, la numismatica attesta solo due officine monetarie relative a Idrīs, a Volubilis e a Ṭudgha. Allo stesso modo, le spedizioni contro Sūs al-Aqsā, Massa e Tlemcen, che gli sono state a lungo attribuite, devono piuttosto essere assegnate ai suoi successori, sebbene Tlemcen possa essere stata governata già in questa epoca dal nipote di Idrīs, Muḥammad, o addirittura dal padre di quest'ultimo, Sulaymān.
Quel che sembra, comunque, è che Idrīs, sfruttando l'asabiyya delle tribù berbere, sia riuscito a consolidare il suo potere sulla valle del Ouargha e a costringere le tribù del Tamesna e dei Ghiyata di Taza a rispettarne i confini, creando un embrione di amministrazione con il supporto di 500 immigrati arabi provenienti da al-Andalus e Ifrīqya, tra cui recluta un vizir, un qāḍī e un segretario. Inoltre, l'accesso alle miniere d'argento del sud dell'Atlante gli permette di coniare una propria moneta. Le fonti del XVI secolo gli attribuiscono anche l'implementazione zelante della vera fede e delle buone pratiche musulmane, la conversione di numerosi berberi cristiani, ebrei e pagani all'islam, nonché la costruzione di moschee in tutto il Maghreb occidentale.
La fondazione di città e la coniazione di monete sono tra gli atti di legittimazione più visibili e duraturi nel Maghreb occidentale di quell'epoca. Il territorio che Idrīs I governa come un imāmato politico-religioso è quindi comunemente considerato come il primo Stato marocchino, mentre Idrīs stesso è talvolta visto come il primo antenato della dinastia regnante e gli Idrisidi sono considerati i fondatori della coscienza nazionale marocchina.

### Breve reggenza
È forse sotto il suo regno che sorge Madīnat Fāṣ sulla riva destra dell'wadi Fāṣ, probabilmente all'inizio un semplice accampamento militare, che uno dei suoi successori, il suo mawlā Rashid o suo figlio Idrīs II, sviluppa ed erige a capitale, ma la paternità di questa fondazione rimane dibattuta. Nonostante i suoi successi nell'espansione dei suoi territori, Idrīs I non gode a lungo delle sue conquiste: il califfo abbaside Hārūn al-Rashīd, contrariato da questo successo e temendo un'espansione del regno idriside verso il suo impero, lo fa avvelenare, causando la sua morte nell'anno 791, anche se la storiografia recente propende per una data alta.
Comunque, il primo governante idriside muore dopo un regno di almeno tre anni e mezzo, apparentemente di cinquant'anni, senza figli, ma, secondo le fonti unanimi, lasciando incinta una delle sue ğawari (schiave, o forse una concubina berbera di nome Kanza, Kanz o Kathīra, a seconda degli autori. Suo figlio postumo, Idrīs II, nasce qualche mese dopo. Rashid esercita allora una sorta di "reggenza" per diversi anni, sebbene questa sia una nozione piuttosto vaga nell'Islam, e conia anche moneta, permettendo a Idrīs di salire al trono all'età di 11 anni, con una voce che sostiene che quest'ultimo sia in realtà figlio del mawlā. I successori di Idrīs I governano alcune parti del paese fino al 985

### Tomba e culto
Idrīs I è inizialmente sepolto a nord di Volubilis e un culto si sviluppa lì durante l'epoca almohade, legato allo sviluppo del sufismo e del scerifismo nella regione. In questo periodo, quest'ultimo movimento, che godeva di un certo prestigio, tende a diventare una forza politica, tanto che i primi due governanti Almohadi rivendicano un'ascendenza idriside. La memoria della sua tomba viene inizialmente attenuata, fino a quando nel 1318 il suo corpo, avvolto in un sudario, viene ritrovato, suscitando l'arrivo di pellegrini da tutto il Marocco e la costruzione di una zawiya che rimarrà attiva anche nel XVI secolo.
La data della traslazione del corpo nel suo attuale sito a Moulay Idriss Zerhoun, una piccola città sulla collina vicino alle rovine di Volubilis, non è conosciuta e potrebbe essere avvenuta tra il XVI e il XVIII secolo, quando il sultano Ismāʿīl ben Sharīf (1672–1727) fece costruire un magnifico mausoleo che potrebbe aver sostituito una struttura più antica. Il pellegrinaggio che si sviluppa in quel periodo assume particolare importanza, sostituendo il Ḥajj per i musulmani troppo poveri per recarsi a La Mecca.
Moulay Idris Zerhoun è ancora oggi il luogo del più importante pellegrinaggio religioso del Maghreb occidentale, un mawṣim (festa votiva annuale) iniziato dal mistico Sīdī Qaddūr al-ʿAlamī (1742-1850) che, discendente di Idrīs I e residente a Meknès, si sforzava di compiere la salat ogni venerdì sulla tomba del suo antenato. Inizialmente celebrato a maggio, il mawṣim si svolge oggi ogni anno in estate.

## Religione
Se i primi testi a lui riguardanti menzionano una confessione mutazilita o sciita, Idrīs sembra essere stato piuttosto zaidita, una branca eterodossa dello sciismo che riconosce i califfati di Abū Bakr, ʿOmar ibn al-Khaṭṭāb e ʿUthmān b. ʿAffān. Idrīs sembra aver professato l'islam millenarista degli Alidi, proclamando la ricerca della giustizia e della verità. Ma, seguendo lo storico Sulaymān al-Nawfalī — un autore del X secolo ampiamente citato dallo storico Abu ʿUbayd al-Bakri — che per primo ha cercato di smussare questo aspetto "eretico" dei primi Idrisidi, la tradizione lo ha progressivamente associato alla confessione sunnita
Morì pochi anni dopo, nel 791, a quanto sembra avvelenato da un servitore inviato dal califfo Hārūn al-Rashīd. Sua moglie Kenza era incinta di quello che si rivelò un erede maschio che, dopo un periodo di interregno, gli succedette col nome di Idris II, una volta raggiunta l'età di 11 anni.
La sua tomba si trova a Moulay Idriss Zerhoun, villaggio sul fianco di una montagna nei pressi delle rovine di Volubilis.

## Titolarità
In Marocco, Idrīs I è chiamato «Moulay Idris al-Akbar», figlio di Mawlâna ʿAbd Allāh al-Kāmil «il Perfetto», figlio di al-Ḥasan «al-Muthanna», figlio di al-Ḥasan «al-Sabt», figlio di ʿAli ibn Abi Talib e di Fāṭima Zahrāʾ, figlia di Maometto. Fa parte dell'Ahl al-bayt.

## Rāshid
Rāshid (in arabo راشد‎?, Rāšid) era uno schiavo affrancato da Idrīs. Lo aveva protetto e accompagnato durante il suo esilio da Baghdad fino al Maghreb estremo. Esercitò una sorta di reggenza insieme a Abū Khalīl al-ʿAbdī. Alla morte di Idrīs I, la sposa di quest'ultimo, Kenza, era incinta. Due mesi più tardi mise al mondo un bambino cui fu imposto, come d'uso, il nome del padre morto prima della sua nascita (791). Egli crebbe sotto la supervisione di Rashid, di sua madre e dei Berberi che vedevano in lui il portatore della baraka del Profeta. Ibn Khaldun riferisce che gli Abbasidi fecero circolare la voce che in realtà Idrīs fosse figlio di Rāshid, allo scopo di screditarlo.